# Kościół Świętego Stanisława w Czortkowie
Kościół Świętego Stanisława (także: kościół Dominikański; ukr. Костел святого Станіслава) – zabytkowa świątynia rzymskokatolicka w mieście Czortkowie, siedzibie rejonu czortkowskiego w obwodzie tarnopolskim na Ukrainie.

## Historia

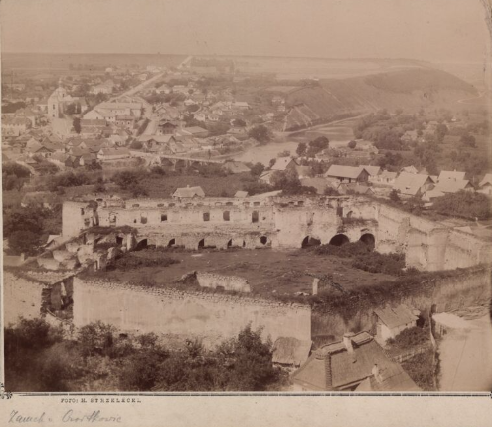
Stary kościół ok. 1865 r.

22 lutego 1610 roku wojewoda ruski i właściciel miasta Stanisław Golski sprowadził do Czortkowa oo. dominikanów i ufundował dla nich kościół oraz klasztor. Pierwszy kościół wybudowano wraz z klasztorem oo. dominikanów w roku 1619. Fundator po śmierci został pochowany w krypcie kościoła. Świątynię odwiedzali polscy królowie, m.in. Jan II Kazimierz (w 1663) oraz Jan III Sobieski (w 1673 roku). 
Kościół z XVIII wieku okazał się zbyt mały dla parafian, więc na przełomie XIX / XX wieku zdecydowano w jego miejscu (po rozebraniu starego) wybudować nowy (obecny) kościół. Budowę ukończono w 1918 roku, w stylu gotyku nadwiślańskiego, według projektu polskiego architekta Jana Sas-Zubrzyckiego. Autorami figur świętych byli Czesław Stowp i Damian Stankiewicz.
W 1941 roku Sowieci uciekając na wschód podpalili kościół i klasztor, rujnując budowlę.
Po zakończeniu II wojny światowej i wyjeździe Polaków z tutejszych ziem władza sowiecka zamknęła kościół i urządziła w nim magazyn nawozów sztucznych, a znajdujące się w nim cenne organy drezdeńskie zostały zniszczone (później władze Drezna chciały te organy odkupić, ale było za późno). Ojcom dominikanom kościół został oddany w stanie ruiny w roku 1989. Pierwszym proboszczem (po II wojnie światowej) został pochodzący z Czortkowa o. Reginald Wiśniewski. 
W kościele do końca II wojny światowej znajdował się uważany za cudowny obraz Matki Boskiej Czortkowskiej (Różańcowej) podarowany dominikanom w XVII wieku przez króla Jana Kazimierza. Od zniszczenia uchronili go byli polscy parafianie, którzy przymusowo wysiedleni przewieźli obraz w nowe granice Polski, a w latach 80. XX wieku złożyli w warszawskim kościele pw. św. Jacka, gdzie znajduje się po dziś dzień. Obecnie w czortkowskim kościele znajduje się koronowana kopia obrazu.
W 2019 roku na wysokiej 40-metrowej wieży kościoła ukraiński naukowiec i historyk Wołodymyr Dobrianski odkrył detonator pocisku odłamkowego. Domniemana trajektoria jego lotu pozwoliła ustalić, że podczas ofensywy czortkowskiej (7–28 czerwca 1919 r.) w lasach na zachód od wsi Szmańkowce stacjonowały pułki (64 armaty) pod dowództwem atamana Cyryla Karasa.